# Lista över borgmästare i Kristianstad
Detta är en lista över staden Kristianstads stads borgmästare.

## Borgmästare i Kristianstad
Borgmästare i Kristianstads stad före 1971.
| Ämbetstid | Namn                       | Levnadstid | Övrigt |
| --------- | -------------------------- | ---------- | ------ |
| 1678–1701 | Johan Petrejus             |            |        |
| 1675–1706 | Lars Svahn                 |            |        |
| 1707–1713 | Johan Sundell              |            |        |
| 1713–1716 | Jakob Poppelman            |            |        |
|           | Hans Juring                |            |        |
| 1716–1742 | Olof Ichsell               | 1685–1742  |        |
| 1743–1775 | Carl Schultén              | 1711–1777  |        |
| 1775–1795 | Nils Callerholm            | 1736–1795  |        |
| 1795–1801 | Frans Petter Hoffberg      |            |        |
| 1827–1837 | Christian Ludvig Hessle    | 1797–1837  |        |
| 1838–1859 | Carl Johan Ek              | 1802–1859  |        |
|           | Eugène Clairfelt           | 1824–1879  |        |
| 1879–1886 | Ehrenfried von der Lancken | 1843–1919  |        |
| 1951–1966 | Hans G. Andersson          | 1907–1983  |        |